# Karel Škorpil
Karel Václav Škorpil (Vysoké Mýto, 15 maggio 1859 – Varna, 9 marzo 1944) è stato un archeologo ceco (e, in seguito, bulgaro). Assieme a suo fratello Hermann è ritenuto essere il primo divulgatore della professione di archeologo in Bulgaria.

## Biografia

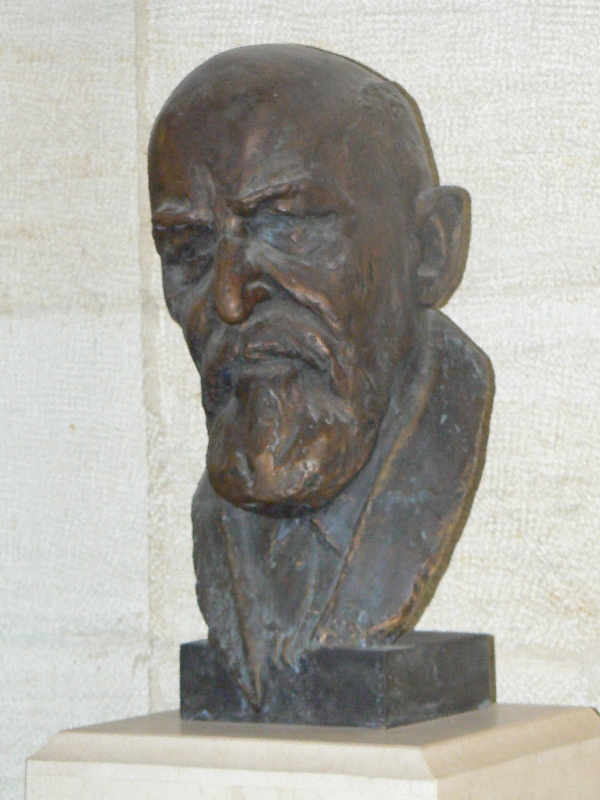
Busto di Karel Škorpil nel Museo archeologico di Varna, da lui stesso fondato.

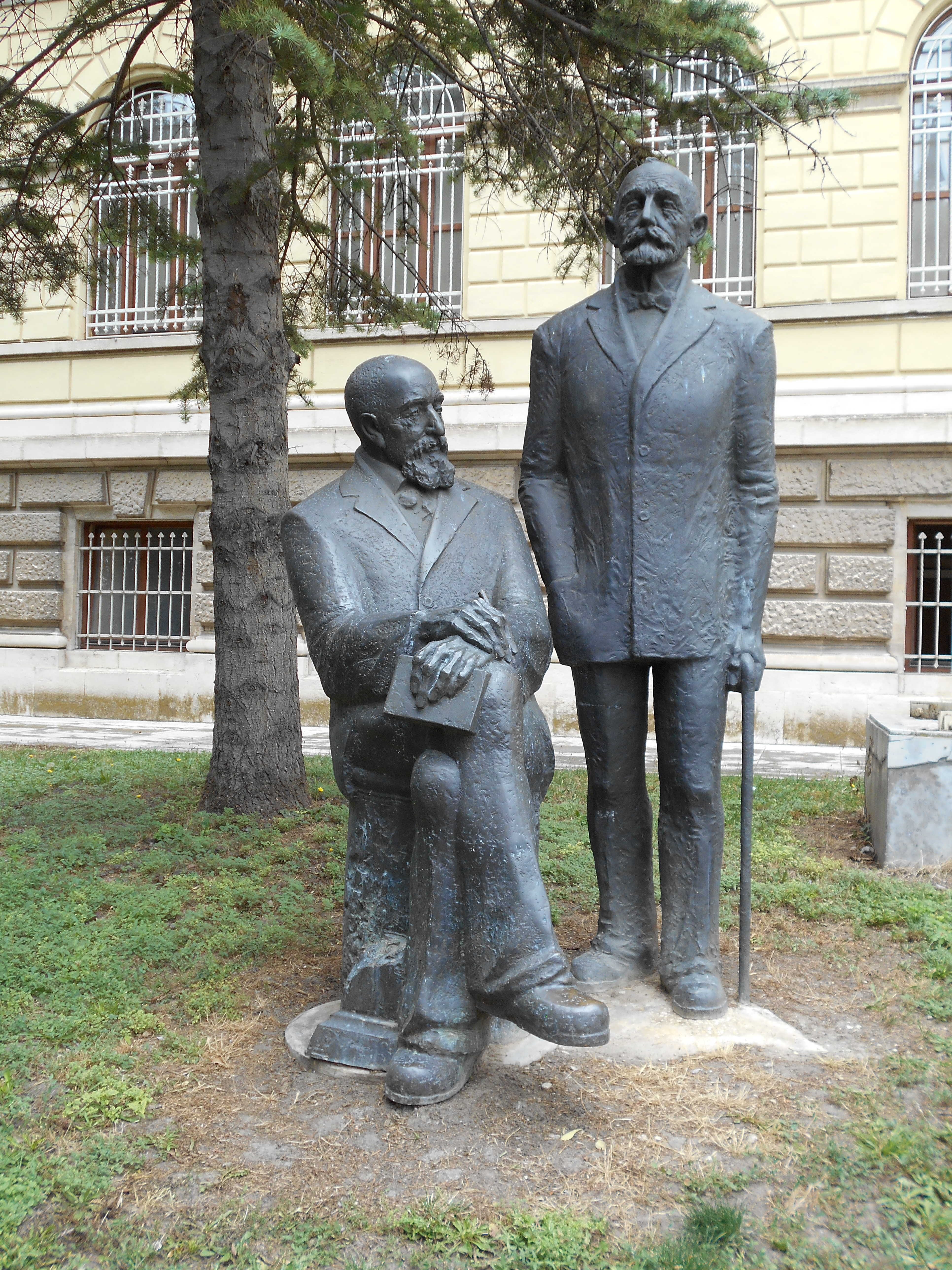
Monumento a Karel e Hermann Škorpil.

Nato nella cittadina di Vysoké Mýto (allora chiamata Hohenmauth e facente parte dell'impero austro-ungarico ed oggi situata nel distretto di Ústí nad Orlicí, nella regione di Pardubice in Repubblica Ceca), ha concluso i suoi studi superiori nella città di Pardubice prima di laurearsi presso l'Università Carolina e l'Università Tecnica Ceca a Praga.
 Nel 1881 si spostò in quella che allora era la Rumelia orientale (diventerà parte del Principato di Bulgaria nel 1885) per lavorare come insegnante di scuola superiore nella cittadine di Plovdiv (1882-1886), Sliven (1886-1888), Varna (1888-1890, 1894-1915) e Veliko Tărnovo (1890-1894). A partire dal 1894, Škorpil si stabilì permanentemente nella cittadina portuale di Varna, sulla costa bulgara del Mar Nero, dove insegnò presso l'accademia navale Nikola Vaptsarov e presso la scuola commerciale e dove nel 1901 fondò la Società Archeologica di Varna e nel 1906 il museo archeologico di Varna, di cui fu direttore dal 1915 fino alla sua morte. Membro dell'Accademia bulgara delle scienze, Škorpil morì il 9 marzo 1944 e fu sepolto fra le rovine di Pliska, l'antica capitale bulgara.

## Attività archeologica
Karel Škorpil iniziò ad interessarsi all'archeologia già quando era un giovane insegnante e, in una carriera di oltre 50 anni, egli arrivò a pubblicare un totale di oltre 150 articoli, sia come singolo autore che in collaborazione con il fratello Hermann, riguardanti per la maggior parte la Bulgaria, di cui alcuni scritti anche in tedesco, russo e ceco. Tra i suoi vari lavori, egli intraprese e coordinò gli scavi dei castelli bulgari medievali di Pliska, Preslav e Madara e portò alla luce alcune palafitte preistoriche presenti nel lago di Varna.
Tutte le ricerche dei fratelli Škorpil erano autofinanziate e tutti i monumenti e i manufatti riportati alla luce sono rimasti conservati in Bulgaria. 

## Riconoscimenti
La strada di Varna dove risiedevano i fratelli Škorpil e il villaggio sul Mar Nero di Shkorpilovtsi, sono stati rinominati in onore dei due fratelli.

Il ghiacciaio Škorpil, nella Terra di Graham, in Antartide, è stato così battezzato in onore di Karel Škorpil.

## Opere principali
- Monumenti della Bulgaria (1888, coautore)
- Tumuli (1898, coautore)
- Władysław Warneńczyk (1923, coautore)
- Aboba-Pliska (1905)
- Monumenti di Preslav capitale (1930)